# Chungin
La chungin también denominada jungin, era la pequeña burguesía de la Dinastía Joseon de Corea. La denominación chungin literalmente significa "personas del medio". Esta clase privilegiada de plebeyos consistía en un pequeño grupo de burócratas de bajo nivel y otros trabajadores calificados cuyas habilidades técnicas y administrativas permitieron al yangban y a la familia real gobernar sobre las clases más bajas. Los chungin eran el alma de la burocracia agraria confucionista, para quien las clases altas dependía para mantener su dominio sobre el pueblo. Sus tradiciones y hábitos son los precursores del moderno sistema administrativo de Corea y de la policía estatal tanto en Corea del Norte como en Corea del Sur.

## Profesiones y roles en la sociedad
En la Corea dinástica, en particular durante el período de Joseon, los chungin fueron inferiores a la aristocracia yangban pero se encontraban por sobre los plebeyos anteriores en cuanto a estatus social. Entre ellos se contaban especialistas técnicos emplaedos del gobierno (por ejemplo, intérpretes, médicos, juristas, astrónomos, contadores, calígrafos y músicos), oficiales militares que pertenecían o tenían lazos de unión a las familias productoras de especialistas técnicos, funcionarios hereditarios del gobierno (capital como local), e hijos ilegítimos de los aristócratas.
En la vida cotidiana, los chungin estaban debajo de la aristocracia yangban pero por encima de los sangmin. Sus funciones eran funcionarios técnicos y administrativos inferiores que sostenían la estructura del gobierno. Los chungin de más alto rango, funcionarios locales, habilitaban administrativamente a que los yangban oprimieran a las clases bajas, en especial ejerciendo un control total sobre los sangmin. Los chungin funcionaban como una clase de pequeña burguesía y eran esencialmente pequeños burócratas particularmente en las zonas rurales.
Aunque inferiores a la aristocracia con posición social, los chungin disfrutaron de más privilegios e influencia que los plebeyos. Por ejemplo, los chungin no pagaban impuestos ni sujetos a la conscripción militar. Al igual que el yangban, se les permitió vivir en la parte central de la ciudad, de ahí el nombre de "personas del medio". Asimismo, los chungin tendían a casarse dentro de su propia clase, como también con personas de la clase yangban. Además, puesto que eran elegibles para entrar en el palacio como funcionarios reales, era posible que una joven chungin, si su padre tenía una reputación limpia o con buenas conexiones y ella era capaz de capturar la atención del rey o de la reina madre, podía convertirse en una consorte real o inclusive una "noble consorte real", el tercer nivel más alto en la jerarquía del harén del rey, después de la reina madre y la reina. Un ejemplo es la Noble consorte real Hee del clan Jang, que llegó a ser la madre del rey Gyeongjong.
Sin embargo, para llegar a ser un chungin, se requería por lo general haber aprobado el examen chapkwa, que ponía a prueba sus conocimientos prácticos de ciertas habilidades. Los chungin además de ser reconocidos como pequeños burgueses, eran la clase social más pequeña en la Corea dinástica. Los chungin coreanos, como clase social, fueron más o menos análogos a la pequeña burguesía en Europa. Funcionarios locales en las zonas rurales eran básicamente iguales a burócratas mezquinos.

## Chungin famosos
Los chungin se destacaron especialmente a finales del siglo XIX y comienzos del siglo XX cuando tendían a dar la bienvenida a las instituciones occidentales e ideas para modernizar Corea. Entre los chungin famosos se cuentan Yu Daechi (también conocido como Yu Honggi), Gyeongsok O y su hijo O Sechang, Su Byeon y Gyusik Kim.